# Johanna Germann
Johanna Germann (* 20. September 1896 in Altenkirchen; † 23. Mai 1973 in Kaiserslautern) war eine deutsche Schriftstellerin, Lehrerin und Anthroposophin.

## Leben
Johanna Germann wuchs in einer Großfamilie in Altenkirchen auf. Nach dem Besuch der Volksschule wechselte sie auf das Lehrerseminar in Kaiserslautern. Dort schloss sie es nach sechs Jahren erfolgreich ab und unterrichtete dann von 1916 bis 1920 an verschiedenen Dorfschulen im Kreis Kusel. Aufgrund ihrer pädagogischen Begabung erhielt sie durch Fürsprache, ohne einen akademischen Abschluss, eine Stelle bei der Höheren Mädchenschule in Kusel, dort wirkte sie von 1920 bis 1947. Sie beschäftigte sich zunehmend mit der anthroposophischen Lehre von Rudolf Steiner und verfasste literarische Werke über sein Gedankengut, außerdem gestaltete sie nach einer Fortbildung als Bildhauerin eine Büste von ihm. Sie befasste sich als Christin auch mit dem jüdischen Glauben. 1932 erschien die Tragödie „Prophetenschicksal“ im jüdischen Verlag Hirschfeld. Somit kam sie ab der Machtergreifung durch die Nationalsozialisten zunehmend in Konflikt mit der Gestapo. Ihre Werke wurden so weit man ihnen habhaft werden konnte vernichtet. Trotz allem engagierte Germann sich für ihre jüdischen Schüler und nahm sie vor Verfolgungen in Schutz. Ihre Schwester vernichtete aus Furcht vor Hausdurchsuchungen 1941 die unvollendete Tragödie 'Mani'. Germann wurde für kurze Zeit inhaftiert.
Johanna Germann beschäftigte sich nach dem Krieg in Erzählungen und Theaterstücken mit dem Nationalsozialismus, den Propheten-Weissagungen und der Anthroposophie.
Ihr älterer Bruder war der Geologe Otto Germann.

## Werke
- Dem Gericht verfallen. Tragödie. Kusel, K. Müller 1971.
- Ein Rufer in der Wüste. Heidelberg, Meister 1968.
- Prophetenschicksal. Hirschfeld 1932, Buchdruckerei Kühn 1934.